# Peregrine (album)
Peregrine è il sesto album del gruppo musicale The Appleseed Cast, pubblicato nel 2006.
Nella band si verifica un cambio di formazione: Joshua "Cobra" Baruth viene rimpiazzato alla batteria da Nathan Jr. Richardson.
Rispetto ai precedenti dischi della band, questo lavoro è caratterizzato da atmosfere più cupe ed elettroniche.

## Tracce
1. Ceremony (Instrumental)
2. Woodland Hunter Part 1
3. Here We Are (Family in the Hallways)
4. Silas' Knife
5. Mountain Halo
6. Sunlit and Ascending
7. February
8. An Orange and a Blue (Instrumental)
9. Song 3
10. Woodland Hunter Part 2
11. Peregrine
12. A Fate Delivered
13. The Clock and the Storm (Instrumental)